# Bashkirian Airlines
Bashkirian Airlines (BAL) inrättades ursprungligen som en division inom Aeroflot och var tidigare en del av Samara-baserade Aerovolga, med 1513 anställda. År 2006 fick företaget sitt tillstånd återkallat av den ryska flygmyndigheten FTOA. Företaget gick i konkurs 2007.

## Olyckan 2002
Den 1 juli 2002 inträffade en flygkollision över Überlingen där ett BAL-plan av typen Tupolev Tu-154 sammanstötte med en Boeing 757 från fraktbolaget DHL. Kollisionen skedde på grund av att flygledaren hade uppmanat piloterna på det ryska planet att sjunka till höjden 35 000 fot, medan DHL-planets TCAS givit motsvarande order om att sjunka till samma höjd. Bashkirianflyget, som var på väg till Barcelona från Moskva, hade 74 passagerare, varav 72 var ryska barn på semester. Vrakdelarna landade på ett fält utanför Überlingen i södra Tyskland. Samtliga omkom.

## Flotta

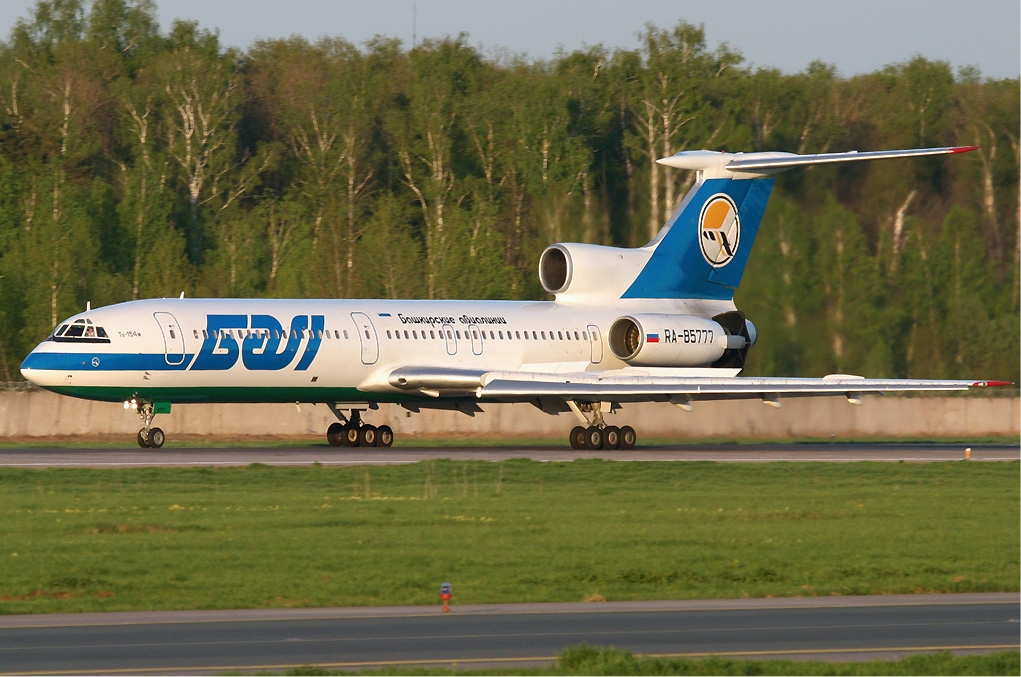
BAL Bashkirian Airlines Tupolev Tu-154M Pichugin.

Bashkirian airlines flotta bestod i augusti 2006 av:
- 3 Antonov An-24
- 3 Tupolev Tu-134
- 5 Tupolev Tu-154